# Шерешевский, Лазарь Вениаминович
Лазарь Вениаминович Шерешевский (5 января 1926, Киев — 15 января 2008, Москва) — русский поэт, переводчик.

## Биография
Родился в семье бухгалтера Вениамина Ароновича Шерешевского, впоследствии арестованного и в 1938 году расстрелянного.
В 1941 году эвакуировался с матерью в Богородск, в 1944 году был призван в армию, служил в гвардейских миномётных частях.
В 1944 году, во время пребывания на фронте, по обвинению в антисоветской агитации был арестован и приговорён к пяти годам лагерей и трём годам ссылки. В заключении работал в лагерном театре, сначала в Бескудниковском лагере под Москвой, а с 1948 года — при строительстве № 501.
В 1949 году был освобождён из лагеря и оставлен в ссылке администратором эстрадной группы театра при строительстве № 501.
В 1952 году был освобождён из ссылки, в 1958 году окончил Горьковский государственный университет (историко-филологический факультет).
Член Союза писателей СССР с 1966 года, в 1972 году переехал из Горького в Москву.
Лауреат премии журнала «Литва литературная» (1980).
Много внимания уделял также иронической поэзии, эпиграммам и стихотворным фельетонам. В 1996 году был удостоен премии «Золотой телёнок» «Литературной Газеты» («Клуба 12 стульев»).

## Сочинения

### Поэзия
- Дороги дальние. Горький, 1958
- Доверие: Стихи. Горький, 1966
- Созвездие весов: Стихи. Горький, 1969
- Преломление. М., 1993
- Да, и я прошагал войной. М., 1995
- Перемещенье сроков: Стихи. М., 1996
- Что думали — и что вышло (сборник эпиграмм и юмористических стихотворений). М.: Соло, 2004.

### Переводы
- Шахмурзаев С. Стихи. Нальчик, 1975
- Сулейманов А. С. Симфония гор : стихи и поэмы. Грозный, 1977
- Межелайтис Э. Пантомима : стихи. М., 1980
- Антология осетинской поэзии. Орджоникидзе : Ир, 1984.